# Tairov Ta-3
O Tairov Ta-3 foi um caça de escolta desenvolvido e produzido na República Socialista Soviética da Ucrânia na União Soviética a partir de 1939.

## Desenvolvimento
Tairov projetou e construiu o OKO-6 para um requerimento da Força Aérea Soviética de um caça de escolta bimotor para proteger os bombardeiros em missões de longo alcance. As propostas que estavam competindo com o projeto eram o Grushin Gr-1, o MiG DIS e o Polikarpov TIS.
A aeronave era um monoplano de assento único de construção mista; com longarinas de asa de aço 30KhSGA, nervuras de liga de alumínio "D1", tela rebitada e bordos de ataque de liga de magnésio; a fuselagem era quase totalmente construída de liga de alumínio D1 rebitada como uma concha semi-monocoque com uma seção de cauda de madeira. A blindagem era instalada na frente e na parte de trás da compacta cabine de pilotagem e o armamento pesado era agrupado em volta do nariz da aeronave, com duas metralhadoras BS de 12.7mm na parte de cima do nariz e quatro canhões ShVAK-20 na parte inferior dianteira da fuselagem. Os motores eram instalados em grandes naceles sob a asa e giravam duas hélices contra-rotativas para eliminar o efeito do torque com o movimento da potência.
Voando pela primeira vez por Yu. K. Stankevich em 31 de Dezembro de 1939, a primeira aeronave também foi testada pelo Instituto de Pesquisa de Voo de Gromov (LII) até o verão de 1940 quando um dos motores ejetou uma biela. A estabilidade direcional era insatisfatória, de forma que o segundo protótipo (OKO-6bis) foi construído com uma fuselagem traseira muito maior, dois estabilizadores verticais nas pontas de um estabilizador ainda maior e motores mais potentes com rotação para o lado esquerdo.
O terceiro protótipo, inicialmente chamado de OKO-6bis, posteriormente alterado para Ta-3, voou pela primeira vez com Stankevich em Maio de 1941 com motores M-89, um canhão AM-37 de 37mm e dois canhões ShVAK-20 de 20mm.
A quarta aeronave que seria o Ta-3bis com motores M-82 foi abandonada devido à invasão alemã e o trabalho no Ta-3 foi suspenso quando Tairov foi morto em um acidente em avião comercial, voando entre Moscou e Kuybyshev, em Dezembro de 1941.

## Variantes
- OKO-6 – protótipo inicial com motores de 950/1000 hp (M-88), fuselagem curta com apenas um estabilizador vertical. Armamento:-2x metralhadoras de 12.7mm BS e 4x canhões de 20mm ShVAK na fuselagem dianteira.
- OKO-6bis – segundo protótipo com maior fuselagem, dois estabilizadores verticais e motores M-88R. Armamento:- 2x metralhadoras de 7.62mm ShKAS e 4x canhões de 20mm ShVAK na fuselagem dianteira.
- Ta-3 – terceiro protótipo renomeado de OKO-6bis, com motores M-89 e maior envergadura. Armamento:- 1x canhão de 37mm AM-37 e 2x canhões de 20mm ShVAK na fuselagem dianteira.
- Ta-3bis – quarto protótipo não finalizado, com motores de 1,250 hp Shvetsov M-82, abandonado com a invasão alemã da Ucrânia. Armamento:- 1x canhão de 37mm AM-37 e 2x canhões de 20mm ShVAK na fuselagem dianteira.